# Jim Geduld
James Michael (Jim/Jimmy) Geduld (Amsterdam, 9 augustus 1964) is een Nederlands acteur en presentator; hij is bekend geworden door zijn rol als Arthur Peters uit de soapserie Goede tijden, slechte tijden. Hij speelde deze rol van eind 1992 tot begin 1999.
Geduld was ook presentator van het American football-programma TouchDown dat tussen 1997 en 2000 door Veronica werd uitgezonden, en de Verjaardagshow uit 1999 met Daniëlle Overgaag. In 1997 vormde hij samen met Winston Gerschtanowitz, Michiel de Zeeuw en Chris Zegers de boyband 4 Fun. Geduld heeft ook als VIP-dj gewerkt, en in 2009 als makelaar in Amsterdam.
In maart 2000 trouwde hij met actrice Nani Lehnhausen; ze kregen samen een dochter, maar hun huwelijk werd al na drie maanden ontbonden.
In 2002 deed Geduld met o.a. oud-GTST-collega Sabine Koning mee aan Bobo's in the Bush.
In 2005 verbleef Geduld zes maanden in een ontwenningskliniek om af te kicken van een cocaïneverslaving.
Geduld richtte vervolgens Intervention Nederland op. Dit was een bedrijf dat bemiddelt in verslavingsproblematiek. Vanaf 2013 werkte Geduld mee aan de eerste twee seizoenen van het RTL 4 programma Verslaafd! van Peter van der Vorst. In maart 2015 viel het doek voor zijn bedrijf vanwege een faillissement en werd de samenwerking met Van der Vorst stopgezet.
In 2016 wordt Geduld Interventies GGZ opgericht, waar Geduld de directeur van werd. Het is een professionele verslavingszorginstelling. Behandelingen voor alcoholisme, drugs en andere verslavingen vinden plaats in Broadway Lodge in Engeland. Ook deze instelling is uiteindelijk gestrand en opgeheven.